# Крем'яшник чорний
Крем'яшник чорний (Arenaria melanocephala) — вид дрібних болотних птахів, один із двох видів роду крем'яшник (Arenaria). Зараз за класифікацією належить до родини баранцевих (Scolopacidae), але раніше іноді відносили до родини сивкових (Charadriidae). Поширений на західному узбережжі Північної Америки і гніздиться лише на Алясці.

## Опис

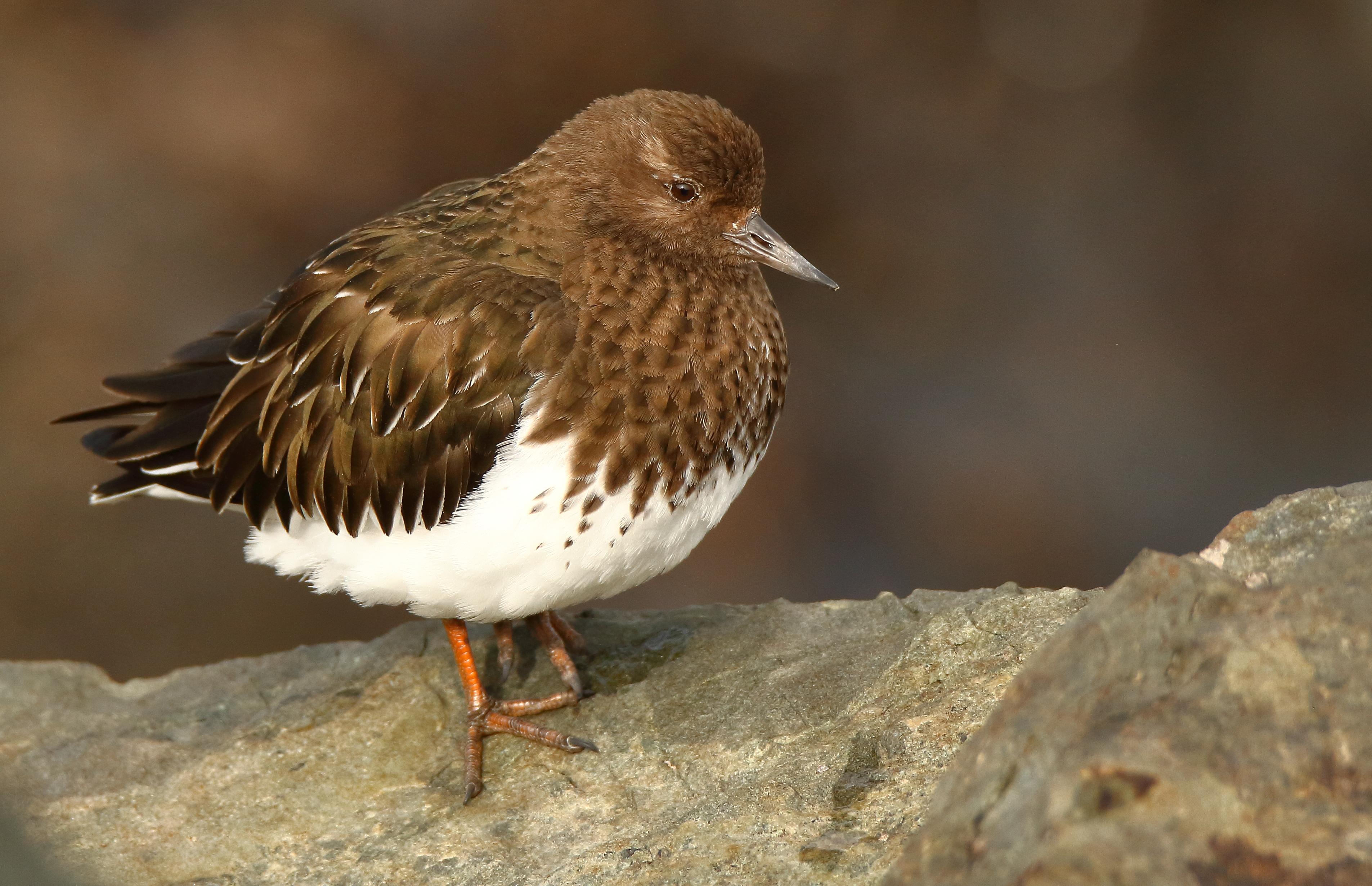
Крем'яшник чорний в окрузі Гумбольдт у Каліфорнії.

Довжина — 22–25 сантиметрів, а вага — 100—170 грамів. Чорний дзьоб має довжину 20–27 міліметрів і трохи завернений догори. Ноги і ступні чорно-бурі з червонуватим відтінком. Птах здебільшого чорно-білий на вигляд. Дорослі у шлюбному оперенні мають чорну голову і груди, крім білої плями між оком і склянкою, білу смужку над оком і білі плями по боках грудей. Верхня частина чорнувато-бура з блідими бахромами до крил і лопаткового пір'я. Живіт і підхвістя білі. У польоті демонструє біле підкрилля, біле плече і білий хвіст із широкою чорною смугою впоперек. Білий від нижньої частини спини до верхньохвостового покриву, окрім темної смуги по всій поясниці.
Взимку голова і груди стають переважно темно-коричневими з невеликою кількістю білого. Молодняк схожий на зимових дорослих, але коричневий із пухкими бахромами до крил і лопаток, і сіро-коричневим кінчиком до хвоста.
Чорний крем'яшник має велику кількість голосів, зокрема брязкаючу трель, яку можна почути протягом року. Цей крик вищий і менш жорсткий, ніж аналогічний крик звичайного крем'яшника. Інші сигнали включають гучний крик тривоги та тихий муркотливий звук, які видають молоді птахи. Самці у шлюбний період в польоті видають довгу серію нот стаккато, а також цвірінькають трелі на землі.

## Поширення
Гніздиться на заході Аляски від півострова Аляска на півдні до Пойнт-Гоуп на півночі. Основна частина попуяції гніздиться в дельті Юкон-Кускоквіму. Зазвичай гніздиться біля узбережжя, але в деяких районах трапляється далі вглиб берегів річок та озер. Є кілька відзначок із північно-східного Сибіру, але там не було жодних ознак розмноження. Популяція світу оцінюється в 95 тисяч птахів, близько 80 тисяч з них у дельті Юкон-Кускокіму.
Зимує на скелястих берегах уздовж тихоокеанського узбережжя Північної Америки від півдня Аляски на південь аж до північного заходу Мексики, де трапляється в Нижній Каліфорнії та Сонорі, з одною відміткою у Наярті. Дуже іноді його можна побачити на суші під час весняної та осінньої міграції; є низка записів із озера Солтон на півдні Каліфорнії та розрізнених спостережень із внутрішніх штатів США, включаючи Монтану, Вісконсин, Неваду та Аризонау. Бродячі птахи були зафіксовані в Юконі та Північно-Західних територіях, і є один запис із острова Сан-Кристобаль на Галапагоських островах.

## Екологія

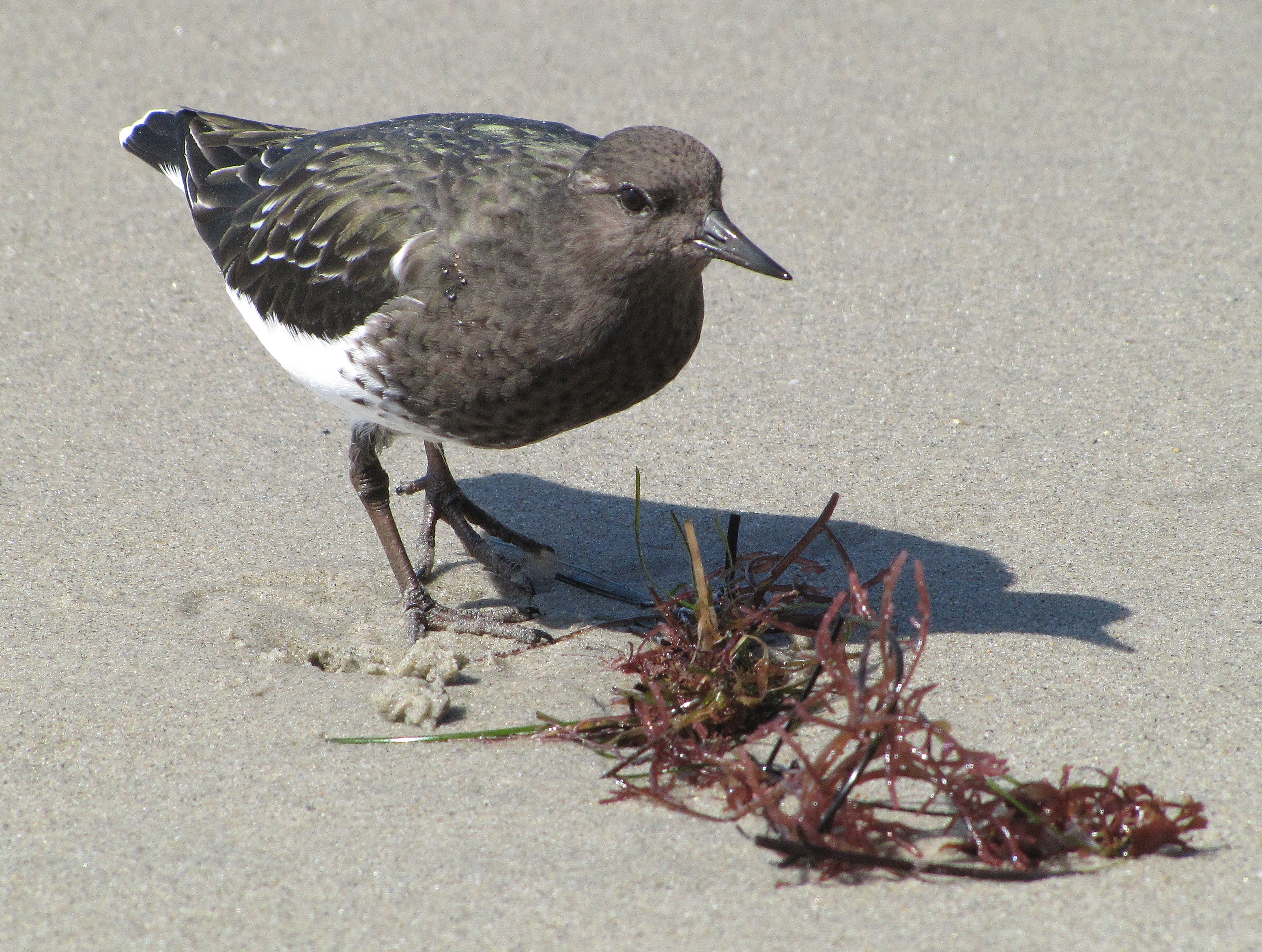
Зимово оперений птах у Каліфорнії.

Живиться переважно безхребетними, особливо ракоподібними та молюсками взимку та комахами в період розмноження. Також їдять насіння, яйця та падаль. На місцях розмноження переважно живиться на вологих луках з осокою. Взимку типовим середовищем існування є скелясті узбережжя, але також харчується на пляжах, ваттах та штучних спорудах, таких як пристані та хвилерізи. За допомогою дзьоба він перевертає каміння, килимки з водоростей та інші предмети, щоб дістатися до здобичі, захованої під ними.
Прибуває на території розмноження з початку травня до початку червня, самці прибувають першими. Птахи часто повертаються на ту ж територію і складають пари з тим самим партнером, що і попередні роки. Гніздо — це зіскоб, копаний переважно самцем. Зазвичай він знаходиться серед осоки або трав або під вербами. Зазвичай відкладають чотири яйця; вони оливкові або блідо-зеленуваті з темними плямами. Висиджують обоє батьків протягом 21–24 днів. Молоді птахи виводкові і можуть незабаром після вилуплення покинути гніздо та прогодуватися. Вони здатні добре літати через 25–34 дні.